# Moskenesøya
Moskenesøya är den yttersta av de vägfasta öarna i ögruppen Lofoten i norra Norge. Öns areal är 184,48 km². Den nordöstligaste delen av ön tillhör Flakstad kommun; resten hör till Moskenes kommun.

## Befolkning
Det finns många byar på ön. Flakstads kommun, på den norra delen av ön, har flera små byar, bland andra Fredvang, Selfjorden och Krystad. Moskenes kommun, på den södra delen av ön, har byarna Å, Hamnøya, Moskenes, Reine, Sakrisøya, Sørvågen och Tind, alla belägna på östra sidan av ön. Det fanns bosättningar på den västra kusten, men de sista övergavs på 1950-talet på grund av svåra stormar.

## Sevärdheter
Sørvågen innehåller en lokalavdelning av Telemuseet (Norsk telekommuseum), som återspeglar telegrafins lokala historia. 1861 blev ön en del av den 170 kilometer långa telegraflinjen från Lofoten, med en station i Sørvågen (som blev Sørvågenmuseet 1914), och 1867 kopplades linjen till Europa. 1906 installerades ett trådlöst telegrafsystem i Sørvågen – det andra i Europa efter Italien – som förbinder Sørvågen med ön Røst.
Byn Å är ett traditionellt fiskeläge och nästan hela dess område består av det 150 år gamla Norska Fiskebymuseet. Där finns Lofoten Tørrfiskmuseum, en smedja, ett bageri, och en fabrik för fiskleverolja.

## Historia
I början av andra världskriget ockuperades ön av den tyska armén. I december 1941 var det platsen för Operation Anklet – en brittisk kommandoräd utförd av 300 man från Commando nr 12 och norska Kompani Linge. Landstigningsoperationen stöddes av 22 fartyg från tre flottor – den brittiska, norska och polska. Som ett resultat förstördes två tyska radiosändare och flera mindre fartyg togs i beslag eller sänktes. Viktigast fick de tag på en operativ  Enigma kryptoapparat från ett av de sjunkna tyska patrullfartygen. Dessutom anmälde sig omkring 200 lokala norrmän frivilligt för att tjäna i de fria norska styrkorna.

## Bilder

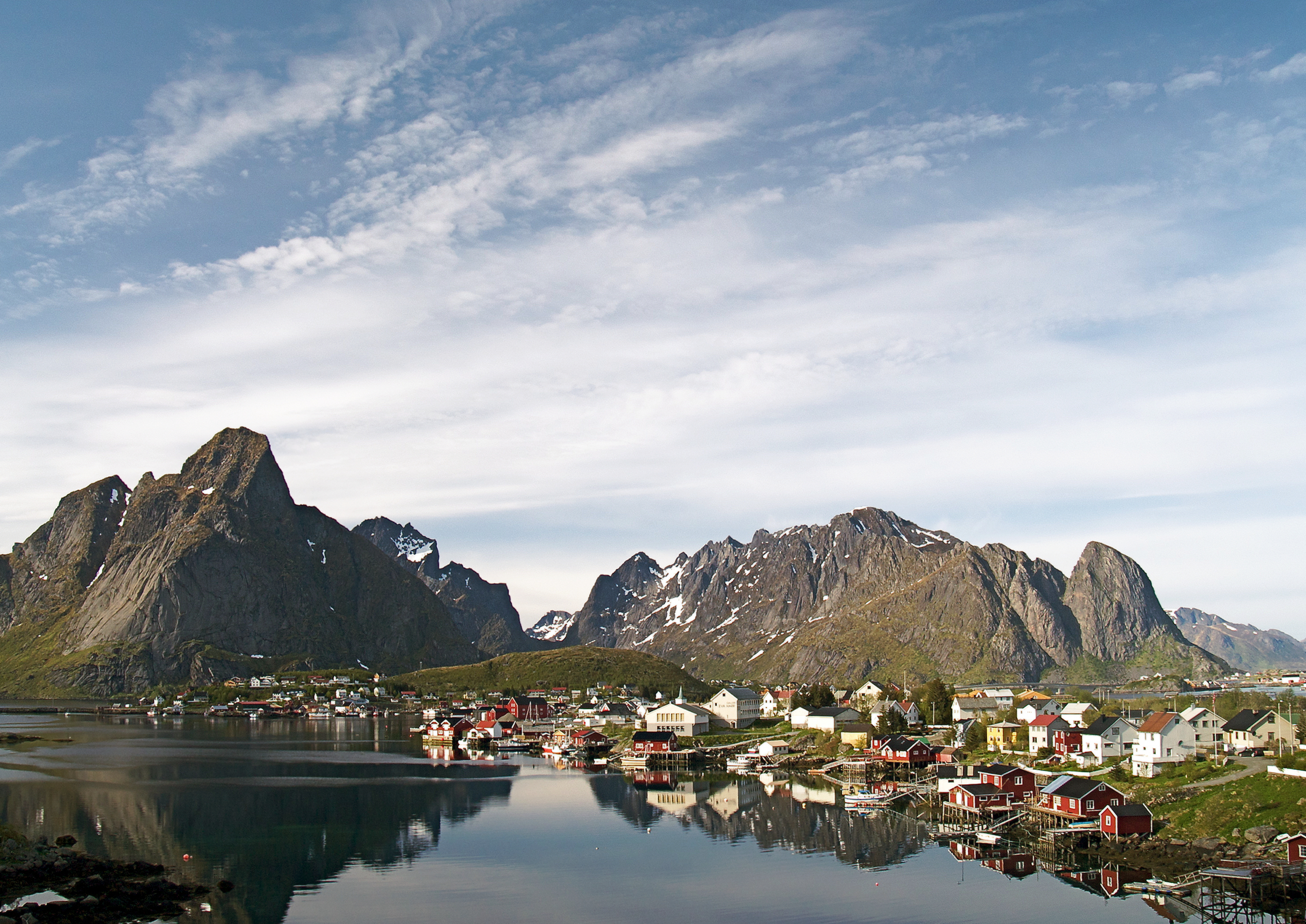
Reine.
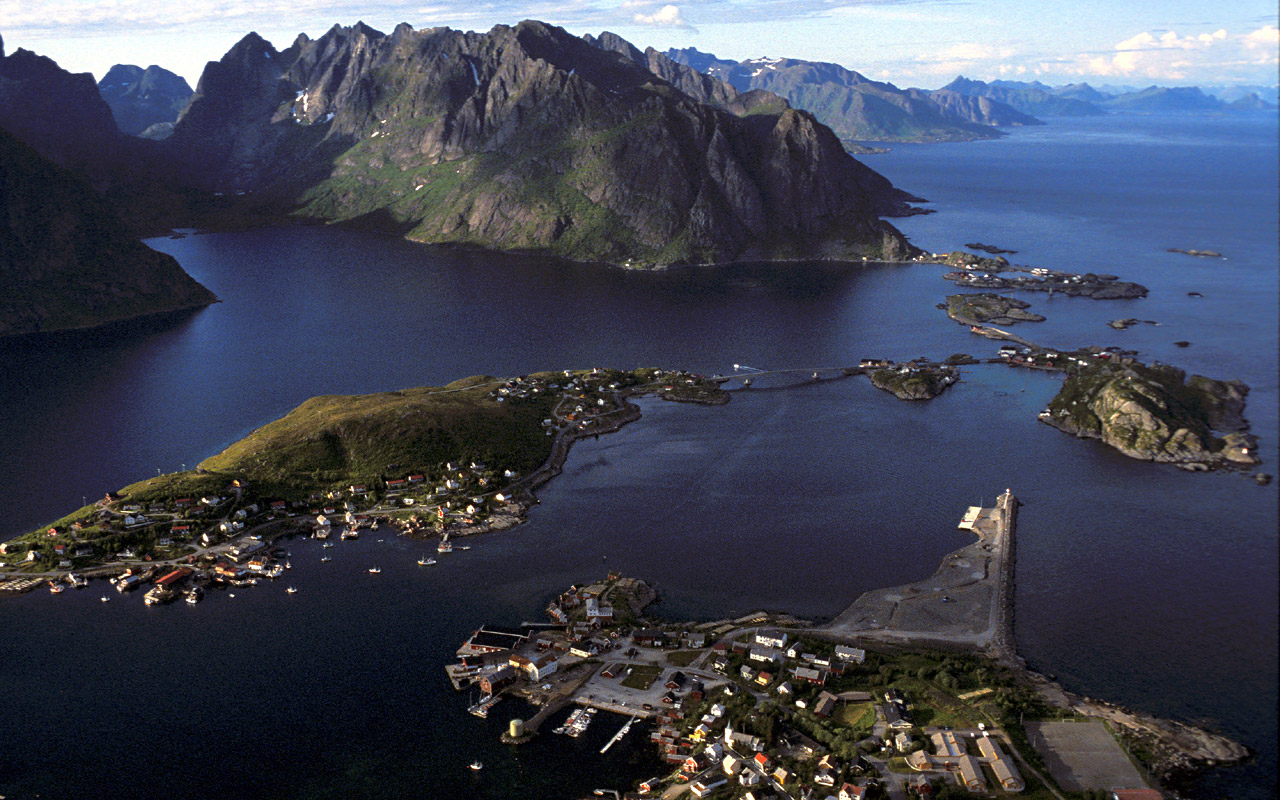
Reine.
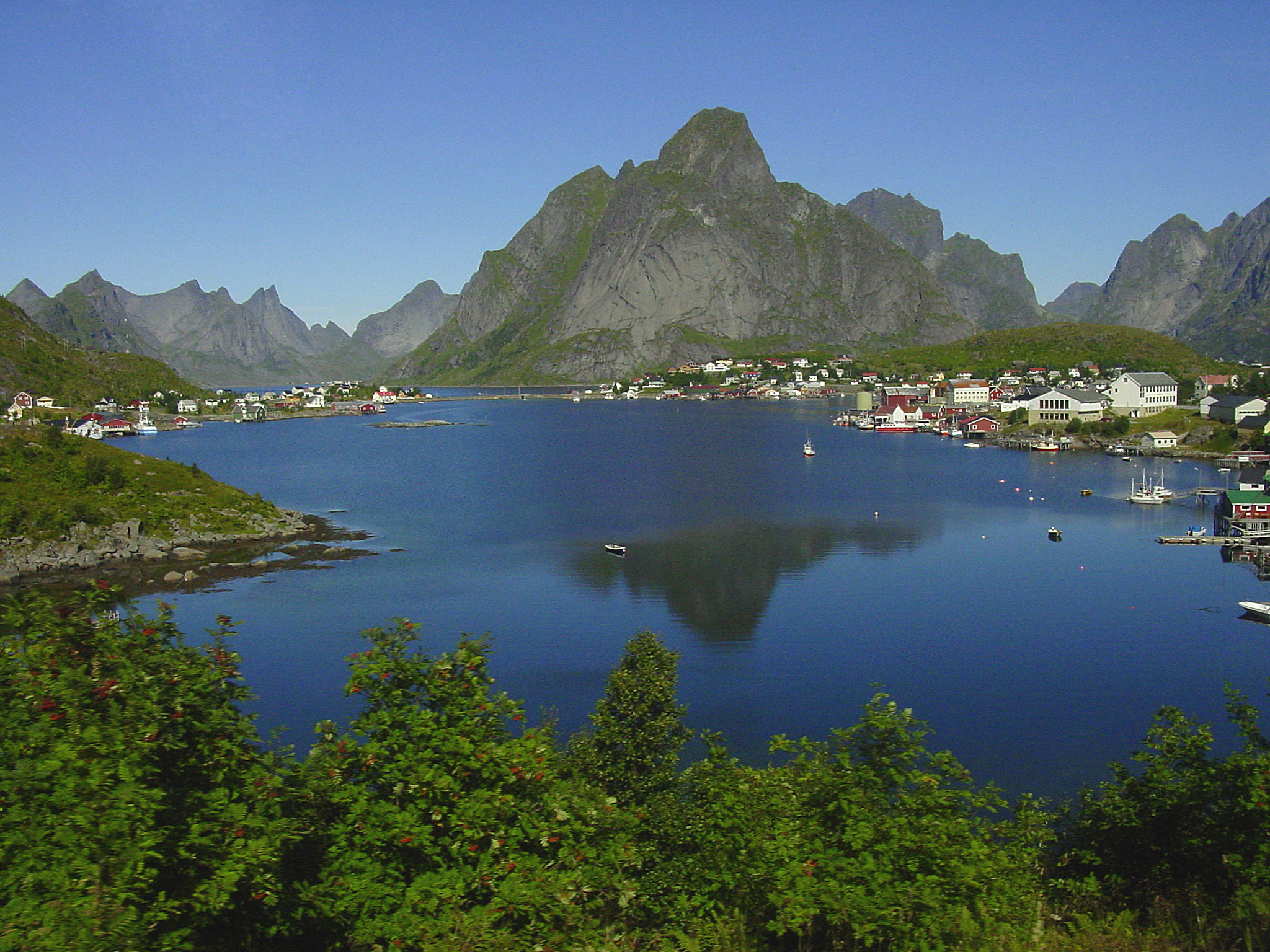
Reine.
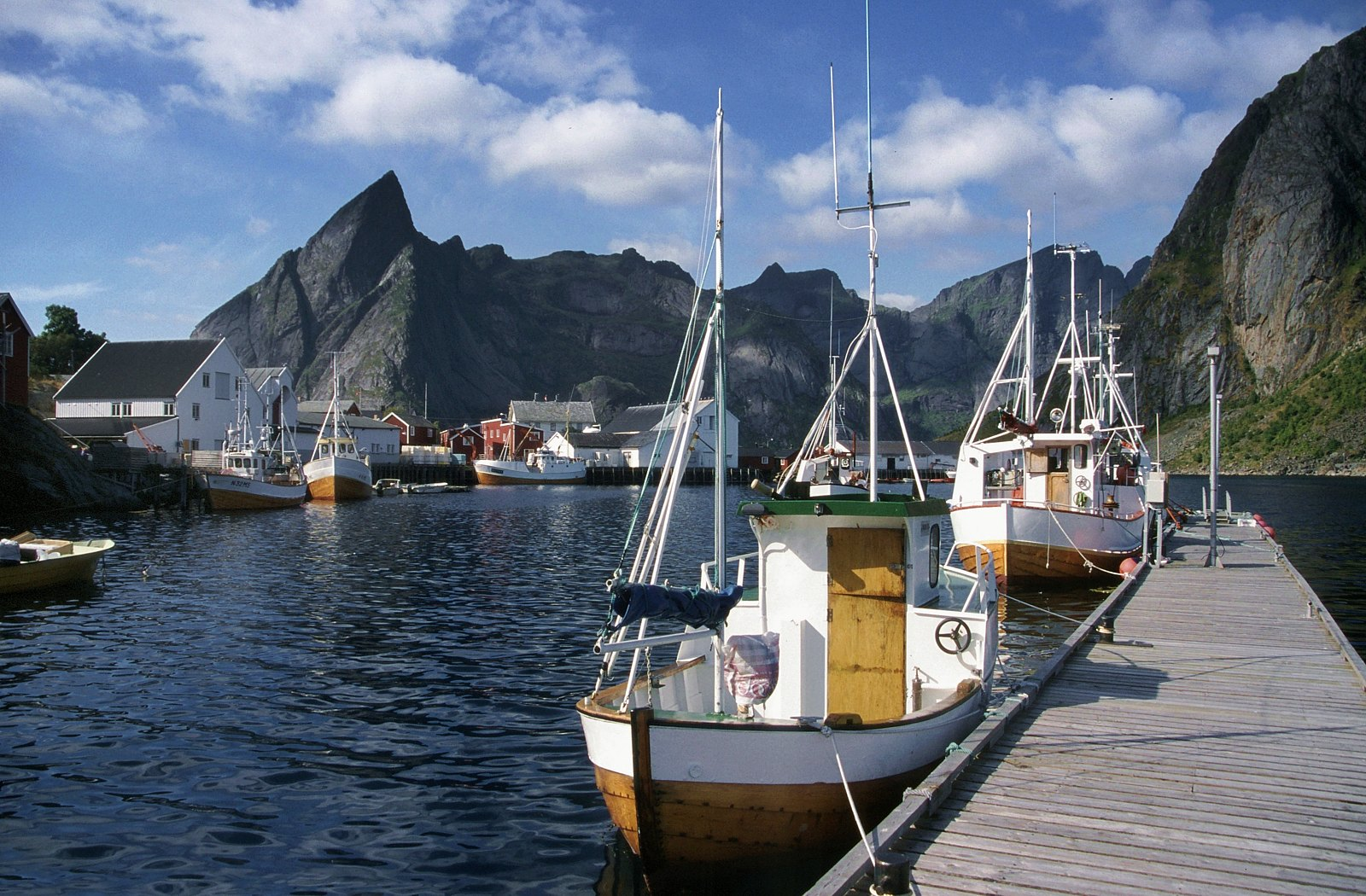
Hamnøya.
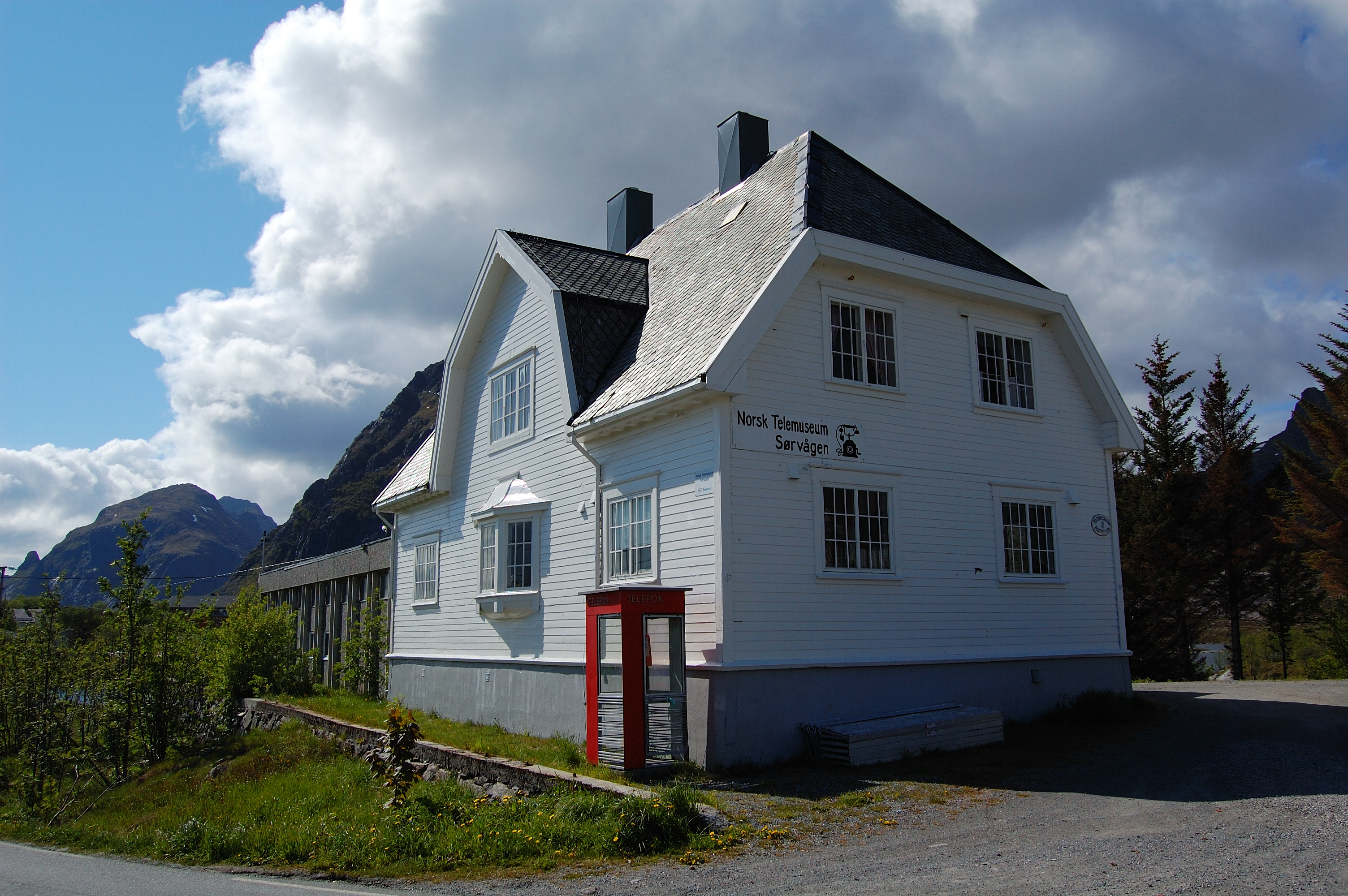
Telemuseet i Sørvågen.
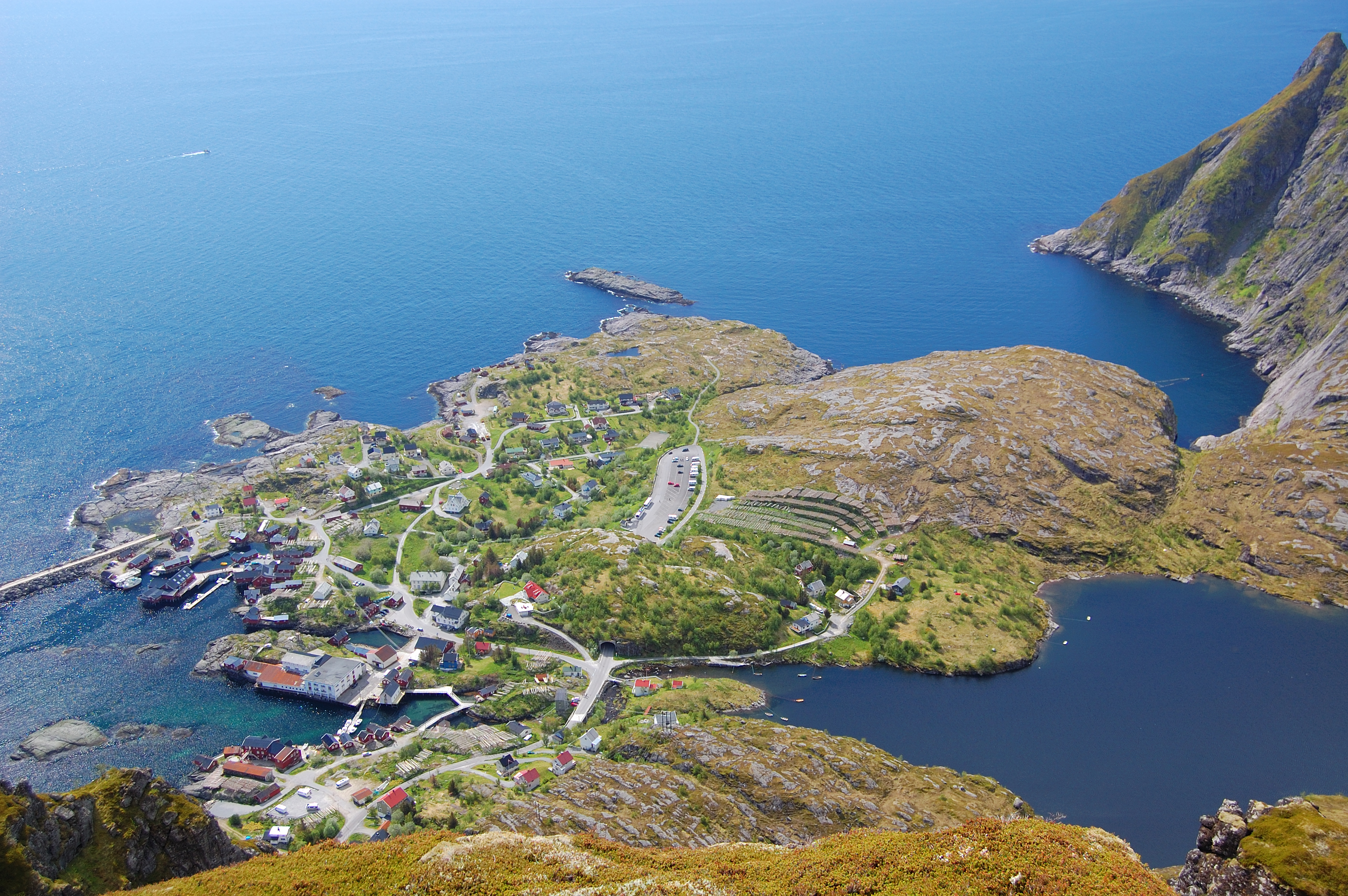
Byn Å.
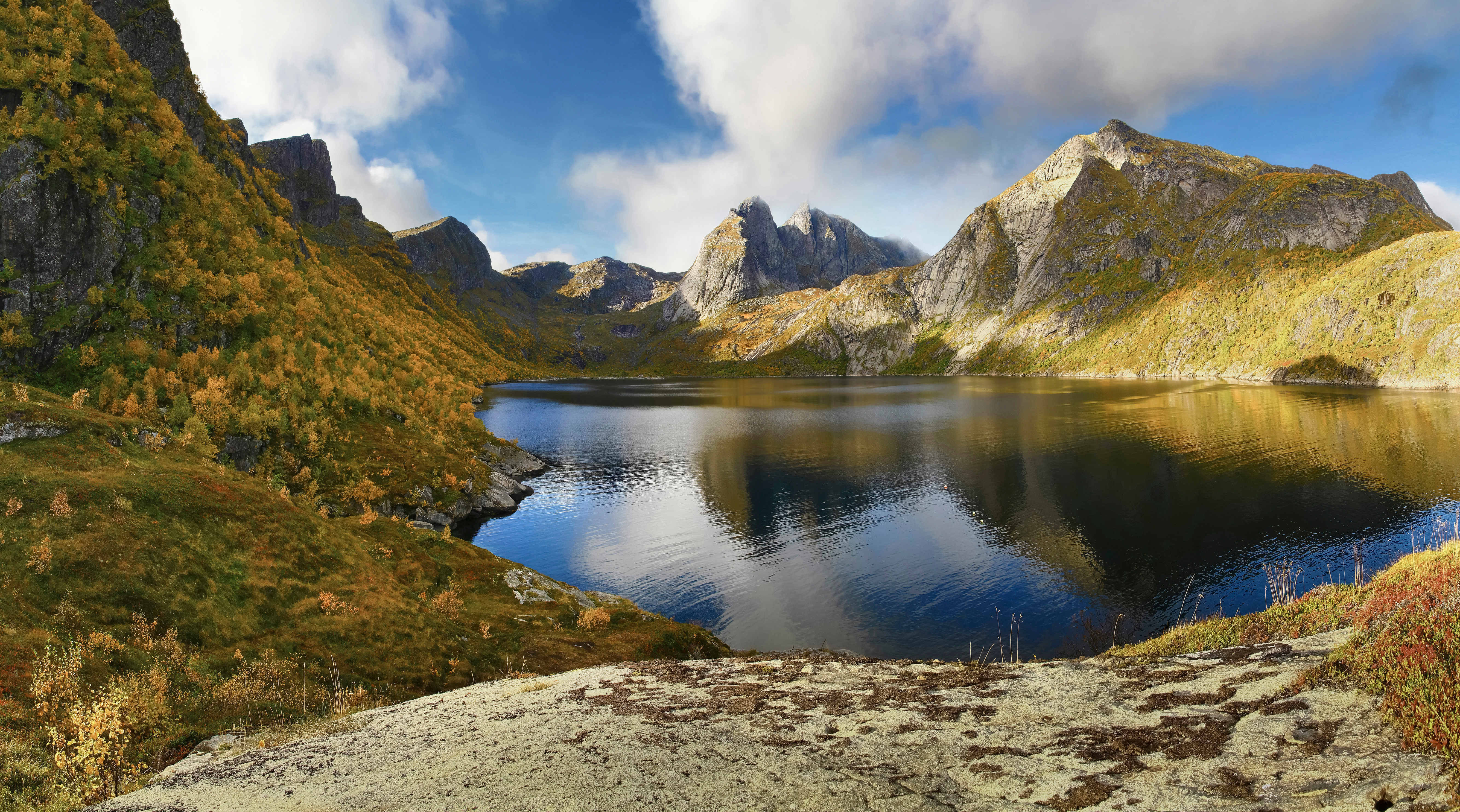
Djupfjorden mot nordväst, på hösten
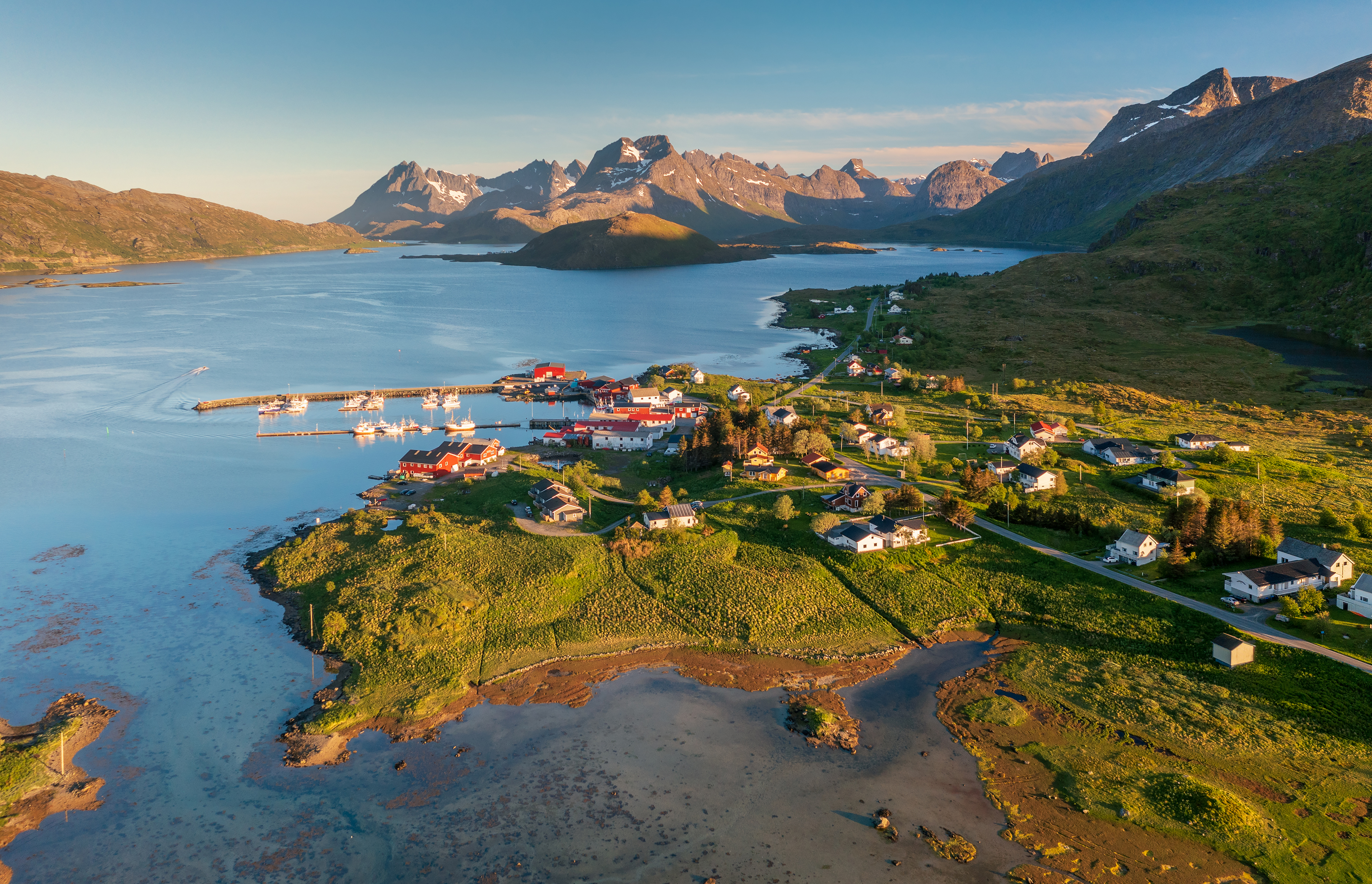
Fredvang.

### Fotnotet
1. ↑  ”100 største øyene i Norge” (på norska). kartverket.no. Kartverket. 4 juni 2014. Arkiverad från originalet den 13 februari 2016. https://web.archive.org/web/20160213132053/http://www.kartverket.no/Kunnskap/Fakta-om-Norge/Storste-oy/Tabell/. Läst 8 december 2021.
2. ↑  ”Moskenesøya” (på norska). Store norske leksikon. http://snl.no/Moskenes%C3%B8ya. Läst 8 december 2021.
3. 1 2  ”Moskenes municipality” (på engelska). VisitNorway.com. Arkiverad från originalet den 17 september 2011. https://web.archive.org/web/20110917140519/http://www.visitnorway.com/en/Product/?pid=35214. Läst 8 december 2021.
4. ↑  Filippo, H; Pelzers, E (2007) (på nederländska). Noord Scandinavië: Lapland, Noordkaap, Lofoten, Spitsbergen. ISBN 90-389-1745-7. https://books.google.com/books?id=qfmMcm05wCoC&pg=PA150. Läst 8 december 2021
5. ↑  ”Norwegian Fishing Village Museum” (på engelska). Arkiverad från originalet den 16 juli 2011. https://web.archive.org/web/20110716134521/http://www.lofoten-info.no/nfmuseum/nfmuseum.htm. Läst 8 december 2021.
6. ↑  ”The bakery at Å, Moskenes, Sørvågen” (på engelska). Arkiverad från originalet den 28 september 2011. https://web.archive.org/web/20110928025131/http://www.visitnorway.com/en/Product/?pid=45597. Läst 8 december 2021.
7. ↑  ”The cod liver oil factory at Å, Moskenes, Sørvågen” (på engelska). http://www.visitnorway.com/en/Product/?pid=45598. Läst 8 december 2021.
8. ↑  ”HMS Wheatland” (på engelska). Naval History. http://www.naval-history.net/xGM-Chrono-10DE-Wheatland.htm. Läst 8 december 2021.
9. ↑  ”Operation Anklet” (på engelska). Commando operations in Norway. http://www.nuav.net/commando.html#Anklet. Läst 8 december 2021.